# Чемпионат Европы по спортивной акробатике 1986
7-й чемпионат Европы по спортивной акробатике прошел в городе Рен (Франция) в 1986 году. При определении результатов чемпионата использовались результаты выступлений европейских спортсменов на чемпионате мира.

## Мужские акробатические прыжки

### Многоборье
| Ранг | Команда        | Страна         | Очки  |
| ---- | -------------- | -------------- | ----- |
| 1    | Игорь Брикман  | СССР           | 29,49 |
| 2    | Анджей Гарстка | Польша         | 29,06 |
| 3    | Иэн Мэтьюз     | Великобритания | 28,66 |

### Кувырок
| Ранг | Команда        | Страна         | Очки  |
| ---- | -------------- | -------------- | ----- |
| 1    | Евгений Иванов | СССР           | 19,46 |
| 1    | Анджей Гарстка | Польша         | 19,46 |
| 2    | Иэн Мэтьюз     | Великобритания | 19,16 |
| 3    | Д. Семмола     | Франция        | 18,83 |

### Вращения
| Ранг | Команда       | Страна         | Очки  |
| ---- | ------------- | -------------- | ----- |
| 1    | Игорь Брикман | СССР           | 19,75 |
| 2    | Иэн Мэтьюз    | Великобритания | 19,40 |
| 3    | З. Бахор      | Польша         | 19,06 |

## Группа мужская

### Многоборье
| Ранг | Команда                                                            | Страна         | Очки  |
| ---- | ------------------------------------------------------------------ | -------------- | ----- |
| 1    | Виктор Куралесов, Виктор Быстров, Владимир Симонов, Капиз Измайлов | СССР           | 29,62 |
| 2    | Милен Дачев, Георги Цонев, Людмил Янев, Стефан Георгиев            | Болгария       | 28,40 |
| 3    | У. Барроу, Д. Флинт, Дж. Мартин, Т. Хоувс                          | Великобритания | 27,23 |

### Баланс
| Ранг | Команда                                                            | Страна         | Очки  |
| ---- | ------------------------------------------------------------------ | -------------- | ----- |
| 1    | Виктор Куралесов, Виктор Быстров, Владимир Симонов, Капиз Измайлов | СССР           | 19,76 |
| 2    | Милен Дачев, Георги Цонев, Людмил Янев, Стефан Георгиев            | Болгария       | 19,63 |
| 3    | У. Барроу, Д. Флинт, Дж. Мартин, Т. Хоувс                          | Великобритания | 17,40 |

### Темп
| Ранг | Команда                                                             | Страна   | Очки  |
| ---- | ------------------------------------------------------------------- | -------- | ----- |
| 1    | Виктор. Куралесов, Виктор Быстров, Владимир Симонов, Капиз Измайлов | СССР     | 19,80 |
| 2    | Арндт Хупперт, Штефан Хофман, Петер Шмидт, Лютц Хилькер             | ФРГ      | 18,96 |
| 3    | Милен Дачев, Георги Цонев, Людмил Янев, Стефан Георгиев             | Болгария | 18,60 |

## Мужские пары

### Многоборье
| Ранг | Команда                           | Страна   | Очки  |
| ---- | --------------------------------- | -------- | ----- |
| 1    | Сергей Чижевский, Валерий Ляпунов | СССР     | 29,52 |
| 2    | Димитр Димитров, Дилиан Караджев  | Болгария | 29,29 |
| 3    | Р. Вультанский, М. Полянский      | Польша   | 28,69 |

### Первое упражнение (баланс)
| Ранг | Команда                           | Страна   | Очки  |
| ---- | --------------------------------- | -------- | ----- |
| 1    | Сергей Чижевский, Валерий Ляпунов | СССР     | 19,92 |
| 2    | Димитр Димитров, Дилиан Караджев  | Болгария | 19,53 |
| 3    | Р. Вультанский, М. Полянский      | Польша   | 19,19 |

### Второе упражнение (темп)
| Ранг | Команда                          | Страна   | Очки  |
| ---- | -------------------------------- | -------- | ----- |
| 1    | Димитр Димитров, Дилиан Караджев | Болгария | 19,56 |
| 2    | Роберт Ильг, Александр Грасман   | ФРГ      | 18,36 |
| 3    | Р. Вультанский, М. Полянский     | Польша   | 18,16 |

## Смешанные пары

### Многоборье
| Ранг | Команда                            | Страна   | Очки  |
| ---- | ---------------------------------- | -------- | ----- |
| 1    | Нелли Миллер, Евгений Марченко     | СССР     | 29,70 |
| 2    | Роза Пенчева, Емил Крыстев         | Болгария | 29,48 |
| 3    | Тереза Корженяк, Кшиштоф Муравский | Польша   | 28,82 |

### Первое упражнение
| Ранг | Команда                        | Страна         | Очки  |
| ---- | ------------------------------ | -------------- | ----- |
| 1    | Роза Пенчева, Емил Крыстев     | Болгария       | 19,76 |
| 2    | Нелли Миллер, Евгений Марченко | СССР           | 19,73 |
| 3    | М. Уокфилд, Р. Купер           | Великобритания | 19,23 |

### Второе упражнение (темп)
| Ранг | Команда                            | Страна   | Очки  |
| ---- | ---------------------------------- | -------- | ----- |
| 1    | Нелли Миллер, Евгений Марченко     | СССР     | 19,89 |
| 2    | Роза Пенчева, Емил Крыстев         | Болгария | 19,56 |
| 3    | Тереза Корженяк, Кшиштоф Муравский | Польша   | 19,33 |

## Женские группы

### Многоборье
| Ранг | Команда                                                        | Страна   | Очки  |
| ---- | -------------------------------------------------------------- | -------- | ----- |
| 1    | Любовь Чолакова, Соня Ангелова, Людмила Крыстева               | Болгария | 29,43 |
| 2    | Дану Хвальбоговская, Богуслава Выжиковская, Божена. Кудельская | Польша   | 29,10 |
| 3    | Елена Корнева, Ольга Солоцкая, Елена Мельникова                | СССР     | 28,16 |

### Первое упражнение
| Ранг | Команда                                                        | Страна   | Очки  |
| ---- | -------------------------------------------------------------- | -------- | ----- |
| 1    | Любовь Чолакова, Соня Ангелова, Людмила Крыстева               | Болгария | 19,73 |
| 2    | Дану Хвальбоговская, Богуслава Выжиковская, Божена. Кудельская | Польша   | 19,43 |
| 3    | Э. де Егер, А. Ван Мольдегем, М. Вилленс                       | Бельгия  | 18,46 |

### Второе упражнение
| Ранг | Команда                                                        | Страна   | Очки  |
| ---- | -------------------------------------------------------------- | -------- | ----- |
| 1    | Любовь Чолакова, Соня Ангелова, Людмила Крыстева               | Болгария | 19,63 |
| 2    | Дану Хвальбоговская, Богуслава Выжиковская, Божена. Кудельская | Польша   | 19,43 |
| 2    | Елена Корнева, Ольга Солоцкая, Елена Мельникова                | СССР     | 19,43 |
| 3    | Клаудиа Вайскирхнер, Кристина Вольф, Аннегрет Вольф            | ФРГ      | 18,60 |

## Женские пары

### Многоборье
| Ранг | Команда                               | Страна   | Очки  |
| ---- | ------------------------------------- | -------- | ----- |
| 1    | Сильвия Костова, Ирена Бакалова       | Болгария | 29,43 |
| 2    | Анастасия Бабанина, Светлана Безручко | СССР     | 29,13 |
| 3    | Малгожата Глущак, Магда Кржижановская | Польша   | 29,00 |

### Первое упражнение (баланс)
| Ранг | Команда                               | Страна   | Очки  |
| ---- | ------------------------------------- | -------- | ----- |
| 1    | Сильвия Костова, Ирена Бакалова       | Болгария | 19,80 |
| 2    | Анастасия Бабанина, Светлана Безручко | СССР     | 19,60 |
| 3    | Малгожата Глущак, Магда Кржижановская | Польша   | 19,40 |

### Второе упражнение (темп)
| Ранг | Команда                               | Страна         | Очки  |
| ---- | ------------------------------------- | -------------- | ----- |
| 1    | Малгожата Глущак, Магда Кржижановская | Польша         | 19,50 |
| 1    | Сильвия Костова, Ирена Бакалова       | Болгария       | 19,50 |
| 1    | Анастасия Бабанина, Светлана Безручко | СССР           | 19,50 |
| 2    | Элисон Таут, Анжелика Боултвуд        | Великобритания | 19,16 |
| 3    | П. Вортман, Н. Гаснер                 | ФРГ            | 18,80 |

## Женские акробатические прыжки

### Многоборье
| Ранг | Гимнаст         | Страна  | Очки  |
| ---- | --------------- | ------- | ----- |
| 1    | Людмила Громова | СССР    | 28,86 |
| 2    | Изабель Жачё    | Франция | 28,42 |
| 3    | Елена Бугаева   | СССР    | 28,40 |

### Первое упражнение
| Ранг | Гимнаст         | Страна   | Очки  |
| ---- | --------------- | -------- | ----- |
| 1    | Людмила Громова | СССР     | 19,46 |
| 2    | Изабель Жачё    | Франция  | 19,06 |
| 3    | Ваня Дмитрова   | Болгария | 19,00 |

### Вращение
| Ранг | Гимнаст       | Страна   | Очки  |
| ---- | ------------- | -------- | ----- |
| 1    | Елена Бугаева | СССР     | 19,53 |
| 2    | Ваня Дмитрова | Болгария | 19,40 |
| 3    | Изабель Жачё  | Франция  | 19,16 |